# Ference Marton
Ference Marton, född  1939, är professor emeritus i pedagogik vid Göteborgs universitet sedan 2006, där han dessförinnan var professor från 1977. Han var en ledande gestalt i den så kallade INOM-gruppen (Ference Marton, Lars Owe Dahlgren, Lennart Svensson, Roger Säljö) som 1977 utkom med den då banbrytande boken Inlärning och omvärldsuppfattning (därav namnet INOM). 
Ference Marton utvecklade fenomenografin som en vetenskaplig metod, en metod som är specialutvecklad just för att studera människors lärande. Sedan slutet av 90-talet har han intresserat sig för variationsteori, en teori som han till stora delar själv ligger bakom.

## Texter i urval av Ference Marton
- Marton, F.   Dahlgren, L-O.  Svensson, L. &  Säljö, R (1977/2009) Inlärning och omvärldsuppfattning. ISBN 978-91-1-302605-3, Norstedts
- Boulton-Lewis, G. M., Marton, F., Lewis, D. C. & Wilss, L. A. (2004) A longitudinal study of learning for a group of indigenous Australian university students: Dissonant conceptions and strategies. Higher Education, 47, 91–112.
- Marton, F., Tsui, A. (2004) Classroom discourse and the space of learning. Mahwah: Lawrence Erlbaum.
- Gu, L., Huang, R. & Marton, F. (2004) Teaching with variation: A Chinese way of promoting effective Mathematics learning. In L. Fan, N. Y. Wong, J. Cai, & S. L. (Eds.), How Chinese learn mathematics: Perspectives from insiders. Singapore: World Scientifi c.
- Marton, F., Wen, Q. F. & Wong, K. C. (2005) Read 100 times and the meaning will appear. Changes in Chinese university students’ views of the temporal structure of learning during the fi rst two years of their studies. Higher Education, 49, 291–318.
- Pang, M.F. & Marton, F. (2005) Learning theory as teaching resource. Instructional Science, 33, 159–191.
- Marton, F. &. Pong, W.Y (2005) On the unit of description in Phenomenography. Higher Education Research & Development,24 (4), 335–348.
- Marton, F. & Pang, M.F. (2006) On some necessary conditions of learning. The Journal of the Learning Sciences, 15(2), 193–220.
- Marton, F. (in press) Sameness and difference in transfer. The Journal of the Learning Sciences.